# Unaccompanied Minors
Unaccompanied Minors (titulada ¡Peligro! menores sueltos en España y Menores sin control en Hispanoamérica) es una película de comedia de 2006 dirigida por Paul Feig y protagonizada por Dyllan Christopher, Lewis Black, Wilmer Valderrama, Tyler James Williams, Brett Kelly, Gia Mantegna, y Quinn Shephard. Fue clasificada PG por la MPAA por «humor y lenguaje suave y grosero». Se basa en una historia real que Susan Burton dio a conocer por primera vez en el programa This American Life de la radioemisora pública WBEZ, bajo el título «En caso de emergencia, ponga a su hermana en posición vertical».

## Trama
Spencer y Katherine Davenport deben volar a Pensilvania para pasar las vacaciones con su padre. Pero cuando una gran tormenta de nieve cancela todos los vuelos, los niños son enviados a la habitación U.M. (los menores no acompañados), donde se encuentran con Charlie Goldfinch (el educado), Donna (la agresiva), Grace (la millonaria), y Timothy Wellington (el inmaduro). 
Los hijos más tarde se escapan y causan problemas en el aeropuerto. Después de que los atrapan, los devuelven a la habitación U.M., que ahora está vacía porque Oliver Porter envió a los menores a un hotel. Sabiendo que su hermana menor podría quedar decepcionada, deciden darle una linda Navidad. En su camino al hotel, Porter y sus hombres persiguen a los niños. Pero después de visitar a Katherine, los menores no acompañados son llevados de vuelta al aeropuerto. 
Porter los pone en régimen de aislamiento y los vigila con las cámaras de seguridad de la habitación. Los niños escapan a través de los conductos de aire, y encuentran todos los adornos de Navidad que el señor Porter guardó por tanto tiempo y los usan para decorar el aeropuerto. En la mañana de Navidad, Santa (que en realidad es el Sr. Porter disfrazado) da los dones de los pasajeros varados. La película termina con la tormenta de nieve deteniéndose más tarde, y los Davenport tendrán una reunión cuando su padre llega en un Humvee.

## Reparto
- Dyllan Christopher - Spencer Davenport
- Tyler James Williams - Charlie Goldfinch
- Gia Mantegna - Grace Conrad
- Quinn Shephard - Donna Malone
- Brett Kelly - Timothy «Beef» Wellington
- Wilmer Valderrama - Zach Van Bourke/Van Dork
- Dominique Saldaña - Katherine Davenport
- Lewis Black - Oliver Porter
- Wayne Federman - Airport Attendant
- Teri Garr - Hermana de Valerie (no figura en los créditos)
- Mario Lopez - Sustituto de niñera
- Paget Brewster - Valerie Davenport
- Rob Corddry - Sam Davenport
- Jessica Walter - Cindi
- Rob Riggle - Head Guard Hoffman
- David Koechner - Ernie
- Tony Hale - Alan Davies
- Cedric Yarbrough - Melvin Goldfinch
- Kristen Wiig - Carole Malone
- Al Roker - como sí mismo

## Transmisión por el Perú
| Fecha de estreno               | Cadena            | Canal | Horario     | País   | País            |
| ------------------------------ | ----------------- | ----- | ----------- | ------ | --------------- |
| Jueves 24 de diciembre de 2020 | ATV               | 9     | 07:00 p. m. | Perú   | Bandera de Perú |
| Sábado 25 de diciembre de 2021 | Global Televisión | 13    | 04:30 p. m. | Global | Bandera de Perú |